# Moulin Rouge (film, 2001)
Pour les articles homonymes, voir Moulin rouge (homonymie).
Série Trilogie du rideau rouge
Roméo + Juliette
(1996)
Pour plus de détails, voir Fiche technique et Distribution.
Moulin Rouge (Moulin Rouge!) est un film romantique et musical américano-australien co-écrit, co-produit et réalisé par Baz Luhrmann, sorti en 2001. Le film raconte l'histoire d'amour de Christian, un jeune écrivain anglais, joué par Ewan McGregor, et de Satine, une courtisane et actrice de cabaret, jouée par Nicole Kidman. L'histoire se déroule au début du XXe siècle dans le quartier de Montmartre, à Paris. Il s'agit du troisième film de la Trilogie du rideau rouge, après Ballroom Dancing et Roméo + Juliette.
Le film est nommé pour six Oscars lors de la 74e cérémonie des Oscars, dont meilleur film et meilleure actrice pour Nicole Kidman, et en gagne deux pour meilleure direction artistique et meilleure création de costumes. Il s'agit du premier film musical nommé pour l'Oscar du meilleur film en dix ans, après La Belle et la Bête en 1991.

## Synopsis
En 1900, un homme prénommé Christian commence à taper sur sa machine à écrire. Il y écrit son histoire un an auparavant, alors qu'il arrive dans le quartier de Montmartre, à Paris, dans l'espoir de devenir l'un des membres du mouvement bohème de l'époque. Il découvre que ses voisins sont une troupe d'artistes dirigées par Henri de Toulouse-Lautrec. Ces derniers demandent de l'aide à Christian pour les aider à finir d'écrire leur prochain spectacle, Spectaculaire Spectaculaire, qu'ils souhaitent présenter à Harold Zidler, le propriétaire du Moulin-Rouge. Le groupe arrive au Moulin-Rouge pendant une représentation des Diamond Dog Dancers de Harry Zidler. Toulouse-Lautrec s'arrange afin que Christian puisse rencontrer Satine, l'actrice principale de la troupe, dans ses quartiers afin de lui présenter son projet, sans savoir que Satine a été promise au riche duc de Monroth, un potentiel investisseur du cabaret.
Par une fortuite méprise, Satine prend Christian pour le duc et danse avec lui avant de se retirer avec lui dans sa chambre, avant de découvrir qu'il n'est qu'un humble écrivain. Le duc les surprend ; Christian et Satine prétendent répéter des répliques pour Spectaculaire Spectaculaire. Avec l'aide de Zidler, la troupe de Toulouse-Lautrec improvisent un nouveau spectacle traitant d'un maharajah souhaitant faire la cour à une courtisane indienne, qui aime un pauvre joueur de sitar. Le duc accepte de soutenir le spectacle à condition d'être le seul à voir Satine. Satine parle avec Christian de son désir de quitter le Moulin-Rouge pour devenir une vraie actrice. Christian retourne voir Satine pour la convaincre qu'ils devraient être ensemble, et Satine accepte. Alors que le cabaret est transformé en théâtre, Christian et Satine continuent de se voir en prétendant répéter les répliques de Satine. Le duc devient suspicieux des nombreuses visites de Christian et menace d'arrêter de financer le spectacle; Zidler arrange un dîner entre Satine et le duc, mais Satine tombe malade de la phtisie et ne peut s'y rendre. Zidler s'excuse auprès du duc et prétend que Satine est allée se confesser. Zidler apprend d'un docteur que les jours de Satine sont comptés mais n'en informe pas Christian. Satine dit à Christian que leur relation nuit au spectacle, mais Christian rétorque en lui écrivant une chanson d'amour.
Alors que le duc regarde les répétitions, Nini, une autre artiste jalouse, fait remarquer que la pièce est en réalité une métaphore du triangle amoureux entre Christian, Satine et le duc. Enragé, ce dernier ordonne que la fin du spectacle soit modifiée et que la courtisane finisse avec le maharajah plutôt qu'avec le joueur de sitar ; Satine propose de passer la nuit avec le duc afin de garder la fin originale. Une fois dans les quartiers du duc, Satine voit Christian dans la rue et réalise qu'elle ne peut pas passer la nuit avec le duc. Ce dernier tente de la violer, mais elle est sauvée par Chocolat, l'un des danseurs du cabaret. Christian presse Satine de s'enfuir avec lui. Le duc dit à Zidler qu'il fera tuer Christian si Satine n'est pas sienne. Zidler réitère son avertissement à Satine, mais quand elle refuse de se soumettre au duc, il lui apprend enfin qu'elle est mourante. Zidler dit à Satine que pour sauver la vie de Christian, elle doit lui dire qu'elle ira avec le duc et qu'elle ne l'aime pas. Christian tente de la suivre mais on lui interdit l'entrée au Moulin-Rouge.
Le soir de la représentation, Christian s'introduit dans le Moulin-Rouge pour payer à Satine son salaire de courtisane. Il parvient à la retrouver avant qu'elle aille sur scène et lui ordonne de lui dire qu'elle ne l'aime pas. Soudainement, ils se retrouvent sur la scène ; Zidler improvise et convainc le public que Christian est le joueur de sitar déguisé. Christian dénonce Satine et part de la scène. Du haut des chevrons, Toulouse-Lautrec crie « La plus grande vérité qu'on puisse apprendre un jour est qu'il suffit d'aimer et de l'être en retour », ce qui pousse à Satine à chanter la chanson que Christian avait écrite pour exprimer son amour. Christian retourne sur la scène pour la rejoindre. Le duc ordonne à son garde du corps de tuer Christian mais est contrecarré, alors que le duc est arrêté par Zidler. Le duc part du cabaret alors que Christian et Satine finissent leur chanson.
Le rideau se ferme et Satine succombe à la phtisie. Avant de mourir, Christian et Satine s'avouent leur amour et elle lui demande d'écrire leur histoire. Un an plus tard, le Moulin-Rouge a fermé et Christian finit d'écrire le conte de son amour pour Satine.

## Fiche technique
- Titre original : Moulin Rouge!
- Titre français : Moulin Rouge
- Réalisation : Baz Luhrmann
- Scénario : Baz Luhrmann et Craig Pearce
- Décors : Catherine Martin
- Costumes : Catherine Martin, Angus Strathie
- Photographie : Donald McAlpine
- Montage : Jill Bilcock
- Musique : Craig Armstrong ; voir ci-dessous
- Production : Baz Luhrmann, Martin Brown, Fred Baron
- Sociétés de production : Bazmark (Australie) ; 20th Century Fox (États-Unis)
- Société de distribution : 20th Century Fox
- Pays de production :  Australie,  États-Unis
- Langue originale : anglais
- Format : Couleurs — 2,35:1 — Son DTS et Dolby Digital — 35 mm
- Genre : Film musical, romance, drame
- Durée : 127 minutes
- Budget : 50 000 000 $[3]
- Dates de sortie :
  - France : 9 mai 2001 (festival de Cannes 2001) ; 3 octobre 2001 (sortie nationale)
  - États-Unis : 16 mai 2001
  - Australie : 24 mai 2001
  - Canada : 1er juin 2001
  - Belgique : 26 septembre 2001

## Distribution

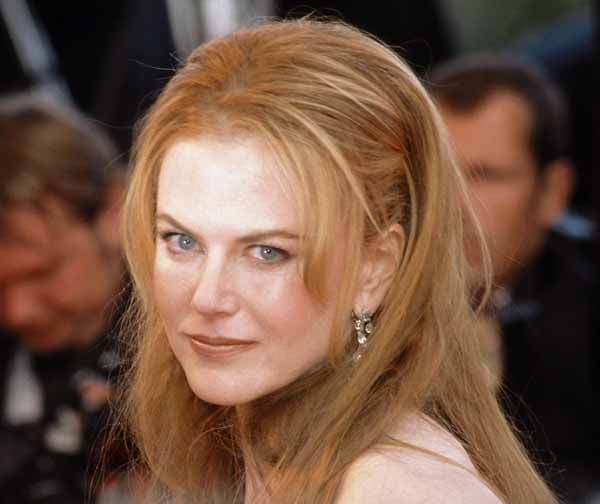
L'actrice principale Nicole Kidman à la première du film au festival de Cannes 2001.

- Ewan McGregor (VF : Bruno Choël ; VQ : François Godin) : Christian
- Nicole Kidman (VF : Juliette Degenne ; VQ : Aline Pinsonneault) : Satine
- John Leguizamo (VF : Didier Cherbuy ; VQ : Antoine Durand) : Henri de Toulouse-Lautrec
- Jim Broadbent (VF : Jacques Frantz ; VQ : André Montmorency) : Harold Zidler
- Richard Roxburgh (VF : Jean-Pierre Michaël ; VQ : François Sasseville) : le duc de Monroth
- Garry McDonald (VF : Bernard Dhéran ; VQ : Jean-Marie Moncelet) : le docteur de la troupe
- Jacek Koman (VF : Miguel Angel Jenner ; VQ : Gilbert Lachance) : l'Argentin narcoleptique
- Matthew Whittet (VF : Patrick Mancini ; VQ : Daniel Lesourd) : Satie
- Kerry Walker (VF : Hélène Otternaud ; VQ : Élizabeth Lesieur) : Marie
- Kylie Minogue (VF : Barbara Tissier ; VQ : Johanne Garneau) : la Fée verte
- Caroline O'Connor (VF : Isabelle Leprince ; VQ : Julie Burroughs) : Nini Pattes-en-l'air
- David Wenham (VF : Jean-Luc Galmiche) : Audrey
- Norman Kaye (VF : Bruno Devoldère ; VQ : Yvon Thiboutot) : le médecin de Satine
- Arthur Dignam (VF : Henri Poirier) : le père de Christian
- Natalie Mendoza : China Doll
- DeObia Oparei : Chocolat
- Ozzy Osbourne : La Fée Verte (voix)

Sources et légende : version française (VF) sur Voxofilm. Version québécoise (VQ) sur Doublage Québec

## Bande originale
| 1.  | Nature Boy                 | David Bowie                                                                      | 3:25 |
| 2.  | Lady Marmalade             | Christina Aguilera, Lil' Kim, Mya et P!nk                                        | 4:25 |
| 3.  | Because We Can             | Fatboy Slim                                                                      | 3:27 |
| 4.  | Sparkling Diamonds         | Nicole Kidman, Jim Broadbent, Caroline O'Connor, Natalie Mendoza et Lara Mulcahy | 2:52 |
| 5.  | Rhythm of the Night        | Valeria                                                                          | 3:49 |
| 6.  | Your Song                  | Ewan McGregor et Alessandro Safina                                               | 3:40 |
| 7.  | Children of the Revolution | Bono, Gavin Friday et Maurice Seezer                                             | 2:59 |
| 8.  | One Day I'll Fly Away      | Nicole Kidman                                                                    | 3:18 |
| 9.  | Diamond Dogs               | Beck                                                                             | 4:34 |
| 10. | Elephant Love Medley       | Ewan McGregor, Nicole Kidman et Jamie Allen                                      | 4:13 |
| 11. | Come What May              | Ewan McGregor et Nicole Kidman                                                   | 4:18 |
| 12. | El Tango de Roxanne        | Ewan McGregor, José Feliciano et Jacek Koman                                     | 4:42 |
| 13. | Complainte De La Butte     | Rufus Wainwright                                                                 | 3:07 |
| 14. | Hindi Sad Diamonds         | Nicole Kidman, John Leguizamo et Alka Yagnik                                     | 3:28 |
| 15. | Nature Boy                 | David Bowie et Massive Attack                                                    | 4:23 |

On peut également entendre des extraits ou reprises de :
- Nature Boy, de David Bowie ;
- The Sound of Music, issue de La Mélodie du Bonheur ;
- The Lonely Goatherd, issue de La Mélodie du Bonheur ;
- Lady Marmalade, de LaBelle ;
- Because We Can, de Fatboy Slim ;
- Complainte de la Butte, de Georges Van Parys et Jean Renoir ;
- Rhythm of the Night, de DeBarge ;
- Material Girl, de Madonna ;
- Smells Like Teen Spirit, de Nirvana ;
- Diamonds Are a Girl's Best Friend, de Carol Channing ;
- Diamond Dogs, de David Bowie ;
- Le Galop infernal d'Orphée aux Enfers de Jacques Offenbach ;
- One Day I'll Fly Away, de The Crusaders ;
- Children of the Revolution, de T. Rex ;
- Gorecki, de Lamb ;
- Roxanne, de The Police ;
- Tanguera, de Mariano Mores ;
- The Show Must Go On, de Queen ;
- Like A Virgin, de Madonna ;
- Your Song, de Elton John ;
- Chamma Chamma, de Alka Yagnik.

### Elephant Love Medley
L'Elephant Love Medley est composé d'extraits des chansons suivantes :
- Love Is Like Oxygen, de The Sweet ;
- Love Is a Many-Splendored Thing, de Sammy Fain ;
- All You Need Is Love, de The Beatles ;
- I Was Made for Lovin' You, de Kiss ;
- One More Night, de Phil Collins ;
- Pride (In the Name of Love), de U2 ;
- Don't Leave Me This Way, de Harold Melvin and the Blue Notes ;
- Silly Love Songs, de Paul McCartney ;
- Up Where We Belong, de Joe Cocker et Jennifer Warnes ;
- Heroes, de David Bowie ;
- I Will Always Love You, de Dolly Parton ;
- Your Song, de Elton John.

## Accueil

### Accueil critique
Il a reçu de bonnes critiques, recueillant 78 % de critiques positives, avec une note moyenne de 7/10 et sur la base de 173 critiques collectées, sur le site internet Rotten Tomatoes. Il obtient un score de 66/100, sur la base de 35 critiques, sur Metacritic. En 2006, l'American Film Institute a classé Moulin Rouge à la 25e place des meilleures comédies musicales de tous les temps. En 2008, le magazine Empire l'a classé à la 211e place dans sa liste des 500 meilleurs films de tous les temps.
En France, il obtient une note moyenne de 3,7/5 sur la revue de presse d'Allociné. Parmi les critiques positives, Le Point estime que Luhrmann réussit à « redonner une vigueur inédite à un univers que l'on croyait enseveli sous des tonnes de poussière et d'académisme » et que le film est « l'une des fictions les plus étonnantes de l'année », L'Express loue l'inventivité, l'irrévérence et la débauche visuelle du film, Positif évoque une « prodigieuse énergie visuelle » et un film « foisonnant, tape-à-l'œil, souvent grandiloquent », et Première trouve que « les ratés et maladresses sont compensés par l'originalité et l'énergie qui se dégagent de l'ensemble ». Le Monde et Le Parisien sont plus partagés, trouvant que l'esthétique du film ne compense pas tout à fait les faiblesses du scénario. Du côté des critiques négatives, Le Nouvel Observateur estime que Luhrmann a oublié ses interprètes au profit des effets de caméra ; Les Inrockuptibles traite le film de « bordel esthétique carabiné » qui « se résume essentiellement à une direction artistique aussi prétentieuse que moche et à un montage exténuant ».

### Box-office
Le film a été un succès commercial, rapportant 179 231 434 $ au box-office mondial (dont 57 386 607 $ aux États-Unis). Il a réalisé 1 336 984 entrées en France, 378 351 au Québec, 218 201 en Suisse, et 76 684 en Belgique.

## Distinctions
Sauf mention contraire, cette liste provient d'informations de l'Internet Movie Database.

### Récompenses
- Australian Film Institute Awards 2001 : Meilleure photographie, Meilleurs costumes, Meilleur montage, Meilleurs décors, Meilleur son
- Prix du cinéma européen 2001 : Meilleur film non-européen de l'année
- Oscar 2002 :
  - Meilleure direction artistique
  - Meilleure création de costumes
- Golden Globes 2002 : 
  - Meilleur film musical ou comédie
  - Meilleure actrice dans un film musical ou une comédie (Nicole Kidman)
  - Meilleure musique de film (Craig Armstrong)
- BAFTA 2002 : 
  - Meilleure musique
  - Meilleur second rôle masculin (Jim Broadbent)
  - Meilleur son
- Satellite Award 2002 : 
  - Meilleur film (comédie ou film musical)
  - Meilleur réalisateur
  - Meilleur acteur dans une comédie ou un film musical (Ewan McGregor)
  - Meilleure actrice dans une comédie ou un film musical (Nicole Kidman)
  - Meilleur second rôle masculin (Jim Broadbent)
  - Meilleure musique
  - Meilleurs décors
  - Meilleurs costumes
- Empire Awards 2002 : Meilleur réalisateur, Meilleure actrice (Nicole Kidman), Meilleur acteur britannique (Ewan McGregor)
- MTV Movie Awards 2002 : Meilleure actrice (Nicole Kidman), Meilleure séquence musicale
- Eddie Award 2002 du meilleur montage dans une comédie ou un film musical
- Art Directors Guild Award 2002 dans la catégorie film d'époque
- Critics' Choice Movie Awards 2002 : Meilleur réalisateur

### Nominations
- Australian Film Institute Awards 2001 : Meilleur film, Meilleur réalisateur, Meilleur acteur (Ewan McGregor), Meilleure actrice (Nicole Kidman), Meilleur second rôle masculin (Richard Roxburgh)
- Festival de Cannes 2001 : En compétition pour la Palme d'or + film d'ouverture
- Oscar 2002 :
  - Meilleur film
  - Meilleure actrice (Nicole Kidman)
  - Meilleure photographie
  - Meilleur montage
  - Meilleur maquillage
  - Meilleur mixage de son
- Golden Globes 2002 : 
  - Meilleur acteur dans un film musical ou une comédie (Ewan McGregor)
  - Meilleur réalisateur
  - Meilleure chanson originale (Come What May)
- BAFTA 2002 : 
  - Meilleur film
  - Meilleur réalisateur
  - Meilleur scénario original
  - Meilleure photographie
  - Meilleurs décors
  - Meilleurs costumes
  - Meilleur montage
  - Meilleurs effets spéciaux
  - Meilleur maquillage
- César du meilleur film étranger 2002
- Satellite Awards 2002 : Meilleur scénario original, Meilleure photographie, Meilleur montage, Meilleure chanson originale (Come What May), Meilleur son, Meilleurs effets visuels
- Empire Awards 2002 : Meilleur film
- Saturn Awards 2002 : Meilleurs costumes
- Critics' Choice Movie Awards 2002 : Meilleur film, Meilleure actrice (Nicole Kidman)
- Ruban d'argent 2002 du meilleur film étranger

## Autour du film
- Exploitant une histoire inspirée de La Bohème et surtout de La Traviata, œuvre ayant elle-même adapté La Dame aux camélias, le film prend une position originale dans son genre : généralement, les films musicaux sont soit des reprises de spectacles existants (Chicago), soit une création originale complète (les films de Jacques Demy). Mais ici, Baz Luhrmann fait le choix d'ignorer quasiment toute création propre (Come What May et le générique de fin) et de recycler un très large éventail de morceaux existants des années 1940 à 2000 réinterprétés et réorchestrés (cf. ci-dessus). Le film cultive donc un décalage total, brasse les inspirations, les époques, les rythmes ou les styles pour produire un traitement exubérant de ses thèmes romantiques et surtout un hommage appuyé au spectacle[14].
- En 2018, le film est adapté en comédie musicale pour Broadway. Si quelques chansons de l’œuvre originale ont été retirées, comme le morceau One Day I'll Fly Away, d'autres ont été rajoutés. Ainsi, un second medley a été inséré dans l'adaptation musicale. Il comporte les morceaux : Tainted Love, La Vie en rose, Milord, Bad Romance, Sweet Dreams (Are Made of This) et Toxic. La comédie musicale met en scène Karen Olivo dans le rôle de Satine et Aaron Tveit dans le rôle de Christian[15].